# Wohn- und Wirtschaftsgebäude Im Moor 13
Das Wohn- und Wirtschaftsgebäude Im Moor 13 in der niedersächsischen Samtgemeinde Land Hadeln, Gemeinde Wingst am südöstlichen Ortsausgang vom Ortsteil Dobrock im Landkreis Cuxhaven, stammt vom 19. Jahrhundert. Aktuell (2024) wird es als Wohnhaus genutzt.
Das Gebäude steht unter Denkmalschutz (siehe auch Liste der Baudenkmale in Wingst).

## Geschichte und Beschreibung
Wingst wurde 1301 als Wingsthöhe erstmals erwähnt und als  organisatorische Einheit Wingster District erst um 1770. Dobrock gehört zu den ältesten Siedlungen im Gebiet der Wingst.
Das eingeschossige traufständige Gebäude als Zweiständer-Hallenhaus in Fachwerk mit weißgestrichenen Steinausfachungen und reetgedecktem Satteldach mit Fledermausgauben wurde um 1850  gebaut. Der Wirtschaftsgiebel hat eine korbbogige Tür und eine regionaltypische senkrechte Verbretterung im oberen Giebeldreieck und das traditionelle Uhlenloch. Der Wohngiebel erhielt im Dreieck eine Reetverkleidung mit einer Gaube.
Das Landesdenkmalamt befand u. a.: „… regionstypisches Hallenhaus in Zweiständerkonstruktion …“